# Polygala desiderata
Polygala desiderata är en jungfrulinsväxtart som beskrevs av Carlos Luis Spegazzini. Polygala desiderata ingår i släktet jungfrulinssläktet, och familjen jungfrulinsväxter. Inga underarter finns listade i Catalogue of Life.